# Sean Lampley
Sean Lampley, né le 3 septembre 1979, à Harvey, dans l'Illinois, est un joueur de basket-ball américain. Il évolue durant sa carrière au poste d'ailier fort.

## Palmarès
- Champion NIT 1999
- MVP du NIT 1999
- CBA All-Rookie First Team 2002